# Tomi Ameobi
Pour les articles homonymes, voir Ameobi.
Oluwatomiwo Ameobi, dit Tomi Ameobi, est un footballeur anglais d'origine nigériane né le 16 août 1988 à Newcastle upon Tyne. Il jouait au poste d'attaquant avant de mettre un terme à sa carrière professionnelle à l'issue de la saison 2020.
Il est le frère de Shola et de Sammy Ameobi.

## Biographie
Le 31 mars 2014, Ameobi signe avec le FC Edmonton pour la saison 2014.

## Palmarès
Néant